# Плесистовский
Плесистовский — хутор в Суровикинском районе Волгоградской области России. Входит в состав Качалинского сельского поселения.

## География
На хуторе имеется одна улица — Зеленый угол.

## История
При создании в 1935 году Кагановичского района в него входил Плесистовский сельский совет. На 1 января 1936 года в его состав входили хутора Майоровский и Плесистовский.
Война с немцами
В августе 1942 года в районе хутора держала оборону 196-я стрелковая дивизия. Дивизия была окружена и погибла в неравном бою. Спасая знамя дивизии, с оружием в руках погиб командир дивизии А.Д. Аверин.  

## Население
| 2010 |
| ---- |
| 20   |

Население хутора в 2002 году составляло 60 человек.